# Nicholas Marable

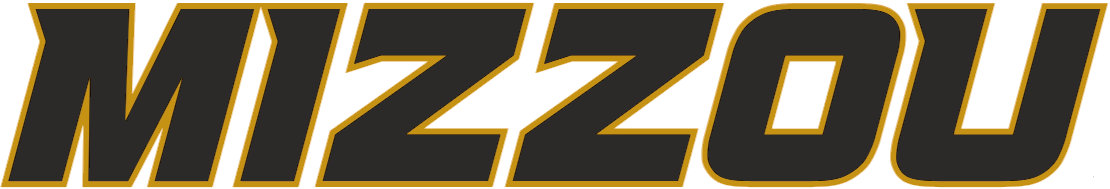
Zawodnik Missouri Tigers

Nicholas Thomas Marable (ur. 7 maja 1987) – amerykański zapaśnik w stylu wolnym. Ósmy na mistrzostwach świata w 2014. Złoty medalista mistrzostw panamerykańskich w 2011 i brązowy w 2013. Drugi w Pucharze Świata w 2015 i trzeci w 2014 roku.
Syn Toma i Lisy, ma pięcioro rodzeństwa (czterech braci i siostrę).
Zawodnik Christian Brothers High School z Memphis i University of Missouri. Dwa razy All-American (2008, 2009) w NCAA Division I, trzeci w 2008; siódmy w 2009 roku.